# Эйдсвиг, Бернт Ивар
Бернт Ивар (Маркус) Эйдсвиг (норв. Bernt Ivar (Markus) Eidsvig, 12 сентября 1953, Рьюкан, Норвегия) — норвежский прелат, августинец. Епископ Осло с 29 июля 2005 по 16 июля 2025. Апостольский администратор Тронхейма с 8 июня 2009 года по 3 октября 2020 года.

## Биография
Будучи студентом, сотрудничал с норвежским отделением НТС и летом 1976 года, отправившись как турист в СССР, пришел в Москве в дом к предполагаемому советскому диссиденту, чтобы передать ему посылку, в которой было 700 листовок. Но там его ждала засада КГБ, и он был задержан. Он провел 101 день в Лефортовской тюрьме и затем был освобожден.
После этого уехал в католический монастырь в Австрии, где получил духовный сан и сделал церковную карьеру.
В 2015 году выяснилось, что высшие должностные лица норвежской епархии, возглавляемой Эйдсвигом, на протяжении многих лет завышали количество прихожан, что приводило к завышению субсидий церкви из государственного бюджета Норвегии. После этого Эйдсвигу пришлось принести церковное покаяние и официальные извинения в прессе. 